# Таркемполь
Таркемпо́ль (фр. Tarquimpol) — коммуна во французском департаменте Мозель региона Лотарингия. Относится к кантону Дьёз.

## Географическое положение
Таркемполь расположен в 60 км к юго-востоку от Меца. Соседние коммуны: Лендр-Бас на севере, Германж и Деселен на востоке, Альтвиль и Асенонкур на юго-востоке, Желюкур и Гебланж-ле-Дьёз на юго-западе, Бланш-Эглиз на западе, Дьёз на северо-западе.
Коммуна расположена в естественном регионе Сольнуа и стоит на полуострове, окружённом водами озера Лендр (т. н. «страна озёр»), которые питают реку Сей. Окрестности озера известны многообразием мигрирующих птиц и являются орнитологической достопримечательностью.

## История
- Здесь располагался галло-романский город Decempagi, разрушенный в V веке.
- Следы древнеримского тракта Мец—Страсбург.
- В июле 356 года в окрестностях произошла «битва под Таркемполом», когда алеманны неожиданно атаковали войска будущего римского императора Юлиана. Они были отброшены в 357 году галлами.
- В 1274 году впервые упоминается нынешнее поселение как Tackenpail.
- В 1418 году Таркемполь вошёл в состав герцогства Лотарингия.
- В 1871 году Таркемполь по франкфуртскому договору отошёл к Германской империи и получил германизированное название Taichenphul. В 1918 году после поражения Германии в Первой мировой войне вновь вошёл в состав Франции в департамент Мозель.

## Демография
По переписи 2008 года в коммуне проживало 67 человек.

## Достопримечательности
- Многочисленные следы галло-романской культуры, включая самый крупный в Галлии древнеримский театр (125 м в диаметре).
- Церковь Сент-Этьен XIV века.